# ویروس رایانه‌ای ای‌اندای
ویروس رایانه‌ای ای اند ای (به انگلیسی: A & A) یک ویروس رایانه‌ای است که فایل‌های COM را آلوده می‌کند. این ویروس موجب تغییر زمان و تاریخ برنامهٔ آلوده شده، به زمان و تاریخ آلودگی می‌گردد. این ویروس پس از فعال شدن قسمت‌هایی از صفحه نمایش را پاک می‌کند و  دوباره نمایش می‌دهد. قسمت آلوده‌کننده کد حاوی رشته A & A می‌باشد 